# 索塞
索塞（法語：Ceaucé，法語發音：[sose] ⓘ）是法国奥恩省的一个市镇，属于阿朗松区。

## 地理
索塞（48°29'38"N, 0°37'28"W）面积41.52 平方千米，位于法国诺曼底大区奧恩省，该省份为法国西北部内陆省份，北起顺时针与卡爾瓦多斯省、厄尔省、厄尔-卢瓦省、萨尔特省、马耶讷省和芒什省接壤。
与索塞接壤的市镇（或旧市镇、城区）包括：圣布里斯、苏塞、库埃姆-沃塞、昂布里耶尔莱瓦莱、瑞维尼-瓦勒当代讷、阿夫里伊、托尔尚、圣弗兰博。

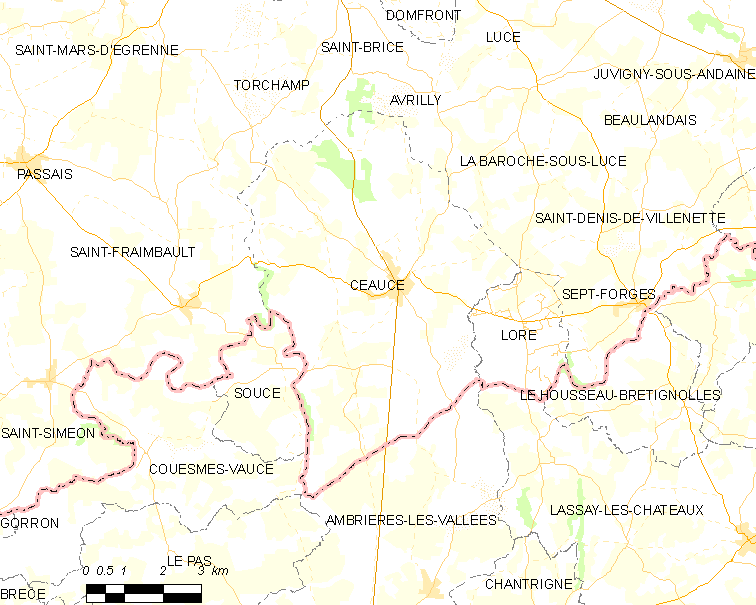
索塞的OSM定位图

索塞的时区为UTC+01:00、UTC+02:00（夏令时）。

## 行政
索塞的邮政编码为61330，INSEE市镇编码为61075。

## 政治
索塞所属的省级选区为奥恩诺曼底地区巴尼奥勒县。

## 人口

1962-2008年间索塞人口变化图示

索塞于2022年1月1日时的人口数量为1164人。